# Susányfalva

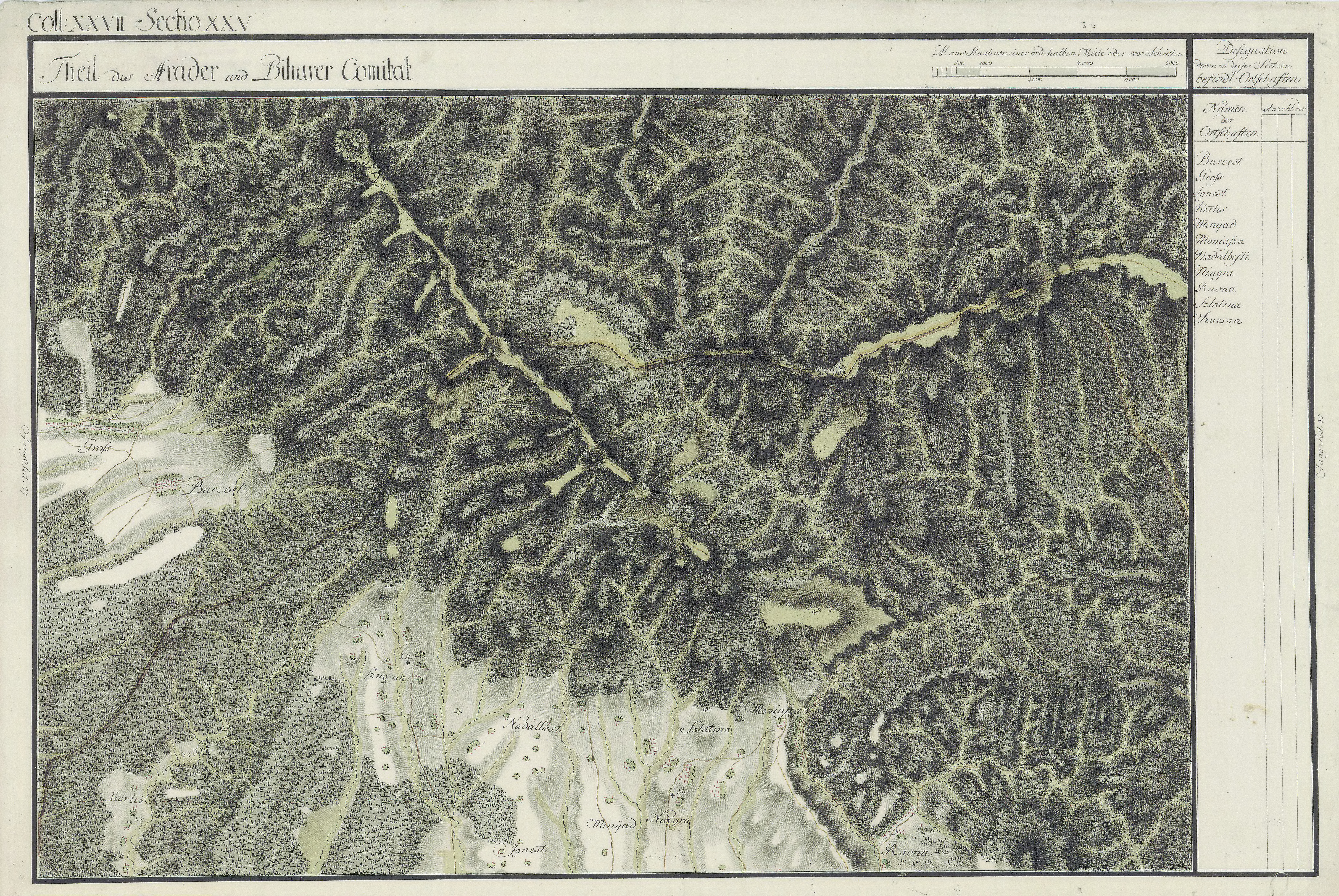
Susányfalva egy régi térképen

Susányfalva (Susani) település Romániában, a Partiumban, Arad megyében.

## Fekvése
Vaskohtól délnyugatra, a Tőz patak felső folyásának jobb partján fekvő település.

## Története
Susányfalva nevét 1574-ben Zuzzanfalva néven említették először az oklevelekben. 1597-ben Zuzan, 1746-ban Szuszán, 1808-ban Szuszány, 1909-ben Susani, Szuszány, 1913-ban Szuszányfalva néven írták.
1597-ben a Kornis, 1613-ban Kenderessy, 1619-ben Kendi családok birtoka volt, majd 1633-ban Kornis Zsigmond kapta meg, 1732-ben pedig Raynald modenai hercegé lett, majd a gróf Königsegg családé, később pedig gróf Wenckheim Krisztina volt a birtokosa.
1851-ben Fényes Elek írta a településről: „Arad vármegyében, magas bérczek közt, Bihar vármegye szélén, 7 katholikus, 524 óhitű lakossal, s anyatemplommal.”
1910-ben 512 lakosából 507 román, 2 magyar, volt. Ebből 507 volt görögkeleti ortodox.
A trianoni békeszerződés előtt Arad vármegye Borossebesi járásához tartozott.
Lakói románok, akik földműveléssel, erdei munkával és állattenyésztéssel foglalkoztak. Régebben kaszanyeleket, bükkfarudat és egyéb faszerszámokat készítettek. Gyümölcstermelése is jelentős volt.